# Jules Molk

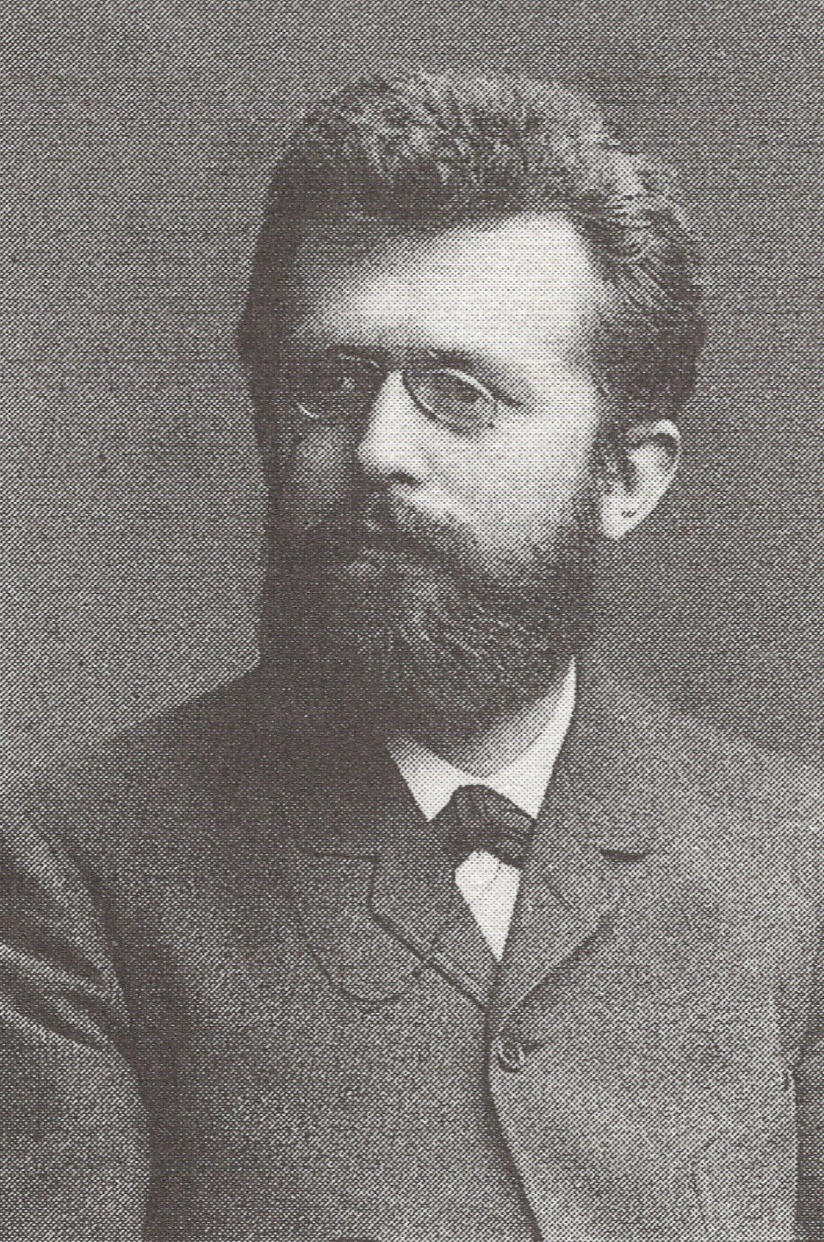
Jules Molk, 1884 in Berlin

Jules Molk (* 8. Dezember 1857 in Straßburg; † 7. Mai 1914 in Nancy) war ein französischer Mathematiker. Er war Professor an der Universität Nancy.

## Leben
Molk studierte an der ETH Zürich (Polytechnikum, Abschluss 1877), in Berlin und Paris und wurde 1884 an der Universität Berlin bei Leopold Kronecker promoviert. Ab 1890 lehrte er Angewandte Mathematik und Mechanik in Nancy. Molk befasste sich mit Elliptischen Funktionen, worüber er mit Jules Tannery (1848–1910) eine Monographie verfasste, und war ab 1902 der Herausgeber der französischen Ausgabe der Enzyklopädie der mathematischen Wissenschaften, die er auch als Förderung der Mathematikhistoriografie sah. Im Jahr 1906 wurde er zum Mitglied der Leopoldina gewählt.

## Schriften
- mit Jules Tannery Éléments de la théorie des fonctions elliptiques, 4 Bände, Paris 1893, Band 1